# لیندا تامپسون
لیندا تامپسون (انگلیسی: Linda Thompson؛ زادهٔ ۲۳ مهٔ ۱۹۵۰) یک هنرپیشه و ترانه‌سرا اهل ایالات متحده آمریکا است. وی از سال ۱۹۷۶ میلادی تاکنون مشغول فعالیت بوده‌است.
وی همچنین برنده جوایزی همچون جایزه امی شده‌است.

## گزیدهٔ آثار

### سینما
- محافظ شخصی (۱۹۹۲) - بازیگر و ترانه‌سرا
- پلیس آهنی ۲ (۱۹۹۰) - بازیگر

### تلویزیون
- کارآگاه حقیقی (۲۰۱۴) - خواننده
- ایکس فاکتور (۲۰۱۳–۲۰۰۵) - ترانه‌سرا
- امریکن آیدل (۲۰۱۲) - ترانه‌سرا
- گلی (۲۰۱۲) - ترانه‌سرا